# Площадь Маршала Бабаджаняна
Пло́щадь Ма́ршала Бабаджаня́на находится на западе Москвы в районе Хорошёво-Мнёвники Северо-Западного административного округа между проспектом Маршала Жукова, улицами Мнёвники и 3-й Хорошёвской. Непосредственно рядом с площадью находится сквер Маршала Жукова с памятником маршалу.
Окрестные здания имеют адресацию по прилегающим улицам, нумерация зданий по площади Маршала Бабаджаняна отсутствует.

## Происхождение названия
Названа в 1978 году в честь Амазаспа Хачатуровича Бабаджаняна (1906—1977), Главного маршала бронетанковых войск, Героя Советского Союза. В годы Великой Отечественной войны командовал полком, механизированной бригадой, танковым корпусом; участник Московской и Курской битв, Берлинской операции; начальник танковых войск Советской армии.

## Описание
Площадь образована пересечением проспекта Маршала Жукова с примыкающей к нему с севера 3-й Хорошёвской улицей и отходящей под острым углом на юго-запад улицей Мнёвники. К площади примыкает сквер Маршала Жукова, расположенный на стрелке проспекта и улицы Мнёвники.